# Mặt trận (quân sự)

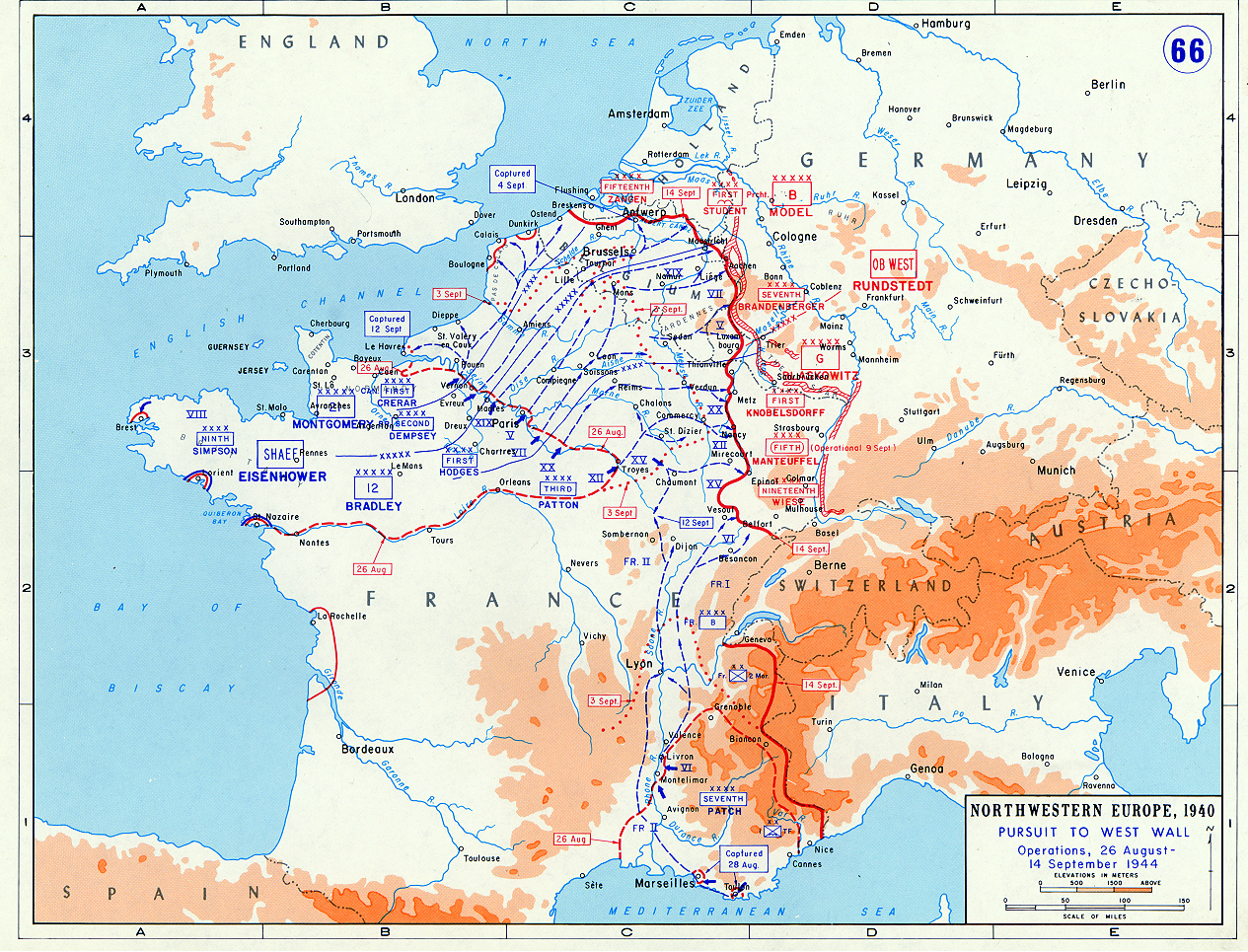
Mặt trận phía Tây năm 1944 trong thế chiến 2

Trong chiến tranh, mặt trận là một khu vực có phạm vi rộng lớn trong đó các sự kiện quân sự quan trọng xảy ra hay đang tiến triển. Một mặt trận có thể bao gồm toàn bộ không phận, vùng đất và vùng biển, nơi diễn ra các hoạt động chiến tranh.